# الیزابت تیلور (نمایشنامه‌نویس)
الیزابت تایلور (انگلیسی: Elizabeth Taylor؛ ‏ ۳ ژوئیهٔ ۱۹۱۲ – ۱۹ نوامبر ۱۹۷۵) رمان‌نویس، نویسندهٔ داستان‌های کوتاه، فیلم‌نامه‌نویس و کتابدار اهل بریتانیا بود.
کینگزلی آمیس او را «یکی از بهترین رمان‌نویس‌های قرن حاضر» توصیف کرده‌است. آنتونیا فریزر وی را «یکی از دست‌کم‌گرفته‌شده‌ترین نویسندگان قرن بیستم» خوانده‌است و سرانجام، هیلاری منتل او را نویسنده‌ای «چیره‌دست، فاضل و کمتربهاداده‌شده» نامید.
در سال ۲۰۰۷، فرانسوا اوزون یک فیلم اقتباسی به نام فرشته بر پایه‌ای رمانی به همین نام از او و با بازی رامالا گری و مایکل فاسبندر ساخت.